# خیار دریایی تاپاله‌ای
خیار دریایی تاپاله‌ای (نام علمی: Holothuria mexicana) نام یک گونه از سرده خیار دریایی چرمی است.